# Hispania Ulterior
Hispania Ulterior (engelsk: Further Hispania, dansk: Yderligere Hispania) var en romersk provins beliggende i Hispania (på den Iberiske Halvø) under den romerske republik. Provinsen svarede omtrent til den senere romerske provins Hispania Baetica. Den ligger i Guadalquivir-dalen i det moderne Spanien og strækker sig til hele Lusitania-provinsen (det moderne Portugal, Extremadura og en lille del af Salamanca-provinsen) og Gallaecia-provinsen (det moderne nordlige Portugal og Galicien). Dens hovedstad var Corduba .

## Etymologi
Hispania er det latinske udtryk for den Iberiske Halvø. Udtrykket kan spores tilbage til mindst 200 f.Kr., hvor udtrykket blev brugt af digteren Quintus Ennius. Ordet er muligvis afledt af det puniske אי שפן "I-Shaphan", der betyder " hyraxes kyst", som kom fra en fejlidentifikation fra fønikiske opdagelsesrejsende af landets talrige kaniner som hyraxer. Ulterior er den komparative form for ulter, som betyder "det er hinsides". I henhold til den antikke historiker Cassius Dio kom befolkningen i regionen fra mange forskellige stammer. De delte ikke et fælles sprog eller en fælles regering.

## Historie
Efter at have mistet kontrollen over Sicilien, Sardinien og Korsika i forbindelse med den første puniske krig, begyndte Karthago at udvide sit territorie til den sydlige del af den Iberiske Halvø. Kort efter begyndte den anden puniske krig. Meget af denne krig mellem Karthago og Rom fandt sted i Hispania, indtil Scipio Africanus tog kontrollen over Hispania fra Hannibal og karthagerne i forbindelse med Slaget ved Ilipa i 206 f.Kr. I forbindelse med Karthagos endelige nederlag i 201 f.Kr. overgav de kontrollen over regionen til Rom.
I 197 f.Kr. blev halvøen opdelt i to provinser på grund af tilstedeværelsen af to militærstyrker under dens erobring. Disse to regioner var Hispania Citerior (Nærmere Hispania) og Hispania Ulterior (Yderligere Hispania). Grænsen gik generelt langs en linje, der gik fra Carthago Nova (nutidens Cartagena) til Det Cantabriske Hav. Hispania Ulterior bestod af hvad der i dag bl.a. er Andalusien, Portugal, Extremadura, Castilla y León, Galicien, Asturien, Cantabria og Baskerlandet.
Der var fred i regionen indtil 155 f.Kr., da lusitanerne angreb Hispania Ulterior. Ved at besejre romerske praetorer to gange udløste deres succes snart en række andre oprør på halvøen. Den Iberiske Halvø blev et centrum for militær aktivitet og en mulighed for avancement. Som Appian hævdede, "[konsulerne] tog kommandoen ikke til fordel for byen [Rom], men for ære eller vinding eller ære for en triumf." Området blev stort set erobret af konsulen Decimus Junius Brutus Callaicus i 138 f.Kr., men krigen fortsatte indtil 19 f.Kr., da Agrippa besejrede Cantabrierne i Hispania Citerior og Hispania til sidst blev fuldstændig erobret. Samme år, med underkastelsen af hele Hispania og afslutningen af de cantabriske krige, reorganiserede Augustus provinserne på halvøen. Hispania Ulterior blev opdelt i Baetica (moderne Andalusien) og Lusitania (moderne Portugal, Extremadura og en del af Castilla-León). Hispania Citerior, som nu omfattede Cantabrien og Baskerlandet, blev omdøbt til Hispania Tarraconensis. Gaius Julius Cæsar var guvernør i Hispania Ulterior fra 61-60 f.Kr.
I begyndelsen af det femte århundrede e.Kr. invaderede vandalerne og erobrede den sydelige del Hispania. Den romerske kejser Honorius fik sin svoger, den vestgotiske konge Athaulf, til at besejre vandalerne. Vestgoterne tog kontrol over Hispania og gjorde Toledo til hovedstaden i deres land.

## Romerske indflydelse på Hispania
Hver provins skulle styres af en praetor. Medlemmer af Hispanias stammeeliten blev introduceret ind i det romerske aristokrati og fik lov til at deltage i deres egen regeringsførelse. De romerske kejsere Trajan, Hadrian og Theodosius I blev alle født i Hispania. Romerske latifundia (storgods) blev givet til medlemmer af aristokratiet i hele regionen. Byer i Hispania Citerior som Valencia blev forbedret, og kunstvandingsakvædukter blev indført. Økonomien blomstrede som et kornkammer såvel som ved at eksportere guld, olivenolie, uld og vin.